# Forcipomyia marsalae
Forcipomyia marsalae är en tvåvingeart som först beskrevs av Vattier och Adam 1966.  Forcipomyia marsalae ingår i släktet Forcipomyia och familjen svidknott.
Artens utbredningsområde är Gabon. Inga underarter finns listade i Catalogue of Life.